# Казмірук Аполлінарія Лаврентіївна
Казмірук Аполлінарія Лаврентіївна (11 липня 1936, с. Більче, Польська Республіка (нині Демидівський район, Рівненська область, Україна) - 24 жовтня 2017, смт. Демидівка, Україна) - українська художниця, іконописиця.

## Життєпис
Аполінарія Казмірук народилась у селянській сім'ї. Коли було 3 роки, залишилася без матері і її доглядала бабця Мокрена. Батько одружився вдруге. Через деякий час у 1944 році він був заарештований за причетність до УПА. Лише два рази рідні мали нагоду відвідати його. Тоді їм відмовили, і більше донька батька не бачила. Згодом з'ясувалося, що він був розстріляний 25 листопада 1944 року. А на мачуху та Поліну 20 травня 1947 року чекало заслання до Актюбінської області в Казахстані. Тривало воно недовго, бо мачуха самовільно повернулася назад. ЇЇ вислали вдруге, але уже без дівчинки. Поліна проживала з тіткою.
В школу пішла в 15 років. Дуже любила малювати, але не мала чим. Збирала "огризки" олівців, які викидали інші діти. Закінчила сім класів Малівської школи, вступила на навчання в Дубенське медучилище. Вирізнялася з поміж інших дітей поношеним взуттям та вкороченим тітчиним плащиком. А ще неабияким вмінням малювати та потягом до мистецтва.
Закінчивши навчання працювала в селі Калинівка на медпункті фельдшером. Тут зустріла свою долю. Молоде подружжя окрім двох валіз не мали нічого. Доводилось продавати свої картини, щоб вижити. Чоловік завжди був поряд, допомагав.
Як розповіла Аполлінарія Лаврентіївна, вона дуже любила малювати квіти, а потім перейшла до написання картин, окремі відтворювала з дуже старих і затертих клаптиків паперу.

Під час районної виставки (2014 рік)

Коли почали будувати церкви, писала ікони. Серед її робіт, портрети Марусі Чурай, Тараса Шевченка, Лесі Українки; розп'яття Ісуса Христа на фігурі та в „Голгофа", що у храмі селища Демидівка; ікони „Святої Варвари", „Євангелісти", „Ісус Христос" (знаходяться у храмі с. Більче), хоругви (знаходяться у Пашівській, Більчанській, Ставрівській церквах).
24 жовтня 2017 року перестало битися серце художниці.

## Творча спадщина
Найбільш відомими творами Аполлінарії Казмірук є ікони та портрети:
- портрет Марусі Чурай,
- портрет Тараса Шевченка,
- портрет Лесі Українки;
- розп'яття Ісуса Христа на фігурі та в „Голгофа", що у храмі селища Демидівка;
- ікона „Св. Варвари",
- ікона „Євангелісти",
- ікона „Ісус Христос" (знаходяться у храмі с. Більче).

## Галерея

Природа

## Сім'я
Доньки: Лілія, Тетяна.